# 陈宗明 (三亚)
陈宗明（1958年—），男，汉族，福建泉港人，海南中明工程有限公司董事长、三亚市福建商会名誉会长、三亚市人大常委会城建环保工作委员会委员。

## 生平
1958年，陈宗明出生于今福建省泉州市泉港区，在兄弟姐妹七人中排行老二。1975年，17岁的陈宗明来到三亚发展。1995年5月，接手亚龙湾中心广场建设项目，保质保量的完成了工程。1998年，其作为项目经理的三亚亚龙湾中心广场项目荣获鲁班奖，个人则获得“鲁班传人奖”。曾担任三亚市第七届人大代表，市第三届政协委员，市第四届、五届、六届政协常委。2020年，被评为年度优秀市人大代表。

## 家族
子：陈泊璁，三亚市政协委员。